# Robin Wood
Robin Wood (Caazapá, 24 de enero de 1944-Encarnación, 17 de octubre de 2021) fue un guionista de historietas, escritor y guionista de cine y televisión paraguayo. Es mundialmente reconocido por series como Nippur de Lagash y Dago, realizadas principalmente para la editorial argentina Columba. Creó más de 95 personajes y 10.000 guiones de historietas.
Debido a la gran producción de Wood, las cuatro grandes revistas de la editorial Columba (El Tony, Intervalo, Fantasía y D’Artagnan) se llenaron de historias suyas, por lo que tuvo que crear distintos seudónimos para que su nombre no se repitiera en el índice de cada revista. Así surgieron Mateo Fussari, Robert O’Neill, Noel Mc Leod, Roberto Monti, Carlos Ruiz, Rubén Amézaga y Cristina Rudlinger, todos ellos seudónimos tras los cuales se ocultaba Robin Wood.
Su producción se divide en dos etapas: la primera y clásica, en Argentina; y una segunda etapa hasta su fallecimiento, en la que Wood trabajaba y vivía principalmente en Europa.

## Biografía
Descendiente de australianos, sus abuelos pertenecían a un grupo de socialistas fabianos, que luego de una huelga de esquiladores, decidieron huir del país y radicarse en algún lugar donde pudiesen vivir sus valores. En 1900 llegaron a Paraguay, donde fundaron la ciudad de Nueva Australia.
Ávido lector desde muy joven, Robin Wood se crio en una pequeña comuna de irlandeses y escoceses. Su madre no pudo mantenerle y durante varias etapas de su infancia vivió en diversos orfanatos, con lo que su educación formal no pasó de la educación primaria. Nunca conoció a su padre, pero alimentó su imaginación con los relatos de su abuela, quien no hablaba una palabra de castellano, pero había recorrido los lugares más exóticos del mundo.
Autodidacta y gran lector desde temprana edad, con solo los estudios básicos completos, debió empezar a trabajar desde muy joven en distintas ciudades de su país y Argentina.
Se trasladó a Buenos Aires, Argentina, para realizar diversos trabajos menores. En Buenos Aires, viviendo prácticamente en la miseria, decide acudir a la Escuela Panamericana de Arte, de dicha ciudad, para cumplir su sueño de ser reconocido como dibujante y guionista. Es allí donde conseguiría por fin publicar su primer guion de historietas, en lo que sería una fructífera relación con la Editorial Columba.
Posteriormente conoce al dibujante Lucho Olivera, que ya trabajaba en el sector, quien le propone dibujar sobre un guion escrito por Wood sobre un tema del que ambos eran apasionados: los sumerios. Es el nacimiento del personaje más famoso de los creados por Wood y uno de los personajes emblemáticos de la historieta argentina: el heroico y filosófico general sumerio Nippur de Lagash (que toma su nombre de la antigua ciudad de Nippur en la que nacen sus padres, y el epíteto de Lagash de la ciudad de Lagash, de la que debe exiliarse a la fuerza).
En un período que va desde mediados de los años '60 hasta fines de la década de 1980, Wood creó muchos clásicos de la historieta argentina, como Dennis Martin, Mi novia y yo y Jackaroe. Su firma se vuelve un sello de calidad, sobre todo a nivel popular, gracias sus historias realistas, con diálogos cortantes y precisos. Además de las historietas mencionadas también creó otros clásicos como Mark, Pepe Sánchez, Savarese, Dago, Dax, El Cosaco, Ibáñez, Mojado y Morgan.
Al mismo tiempo obtiene una gran reputación en Europa, en particular en Italia y Francia, a partir de la década de los años 1980; desde mediados de la década de 1990 en adelante Wood publica su material nuevo –casi exclusivamente– en Europa. La obra que lo llevó a la masividad en Italia Dago, siguió siendo publicada –con nuevas historias creadas o guionadas por Wood– mucho después de que Columba cerrara definitivamente en 2001 (e incluso antes de que entrara en crisis y cesara la distribución de Dago), llegando hasta la actualidad.
Una vez que empezó a ganar dinero con las historietas, Robin Wood (como muchos de sus personajes) se dedicó a viajar por el mundo, mientras enviaba nuevos guiones por correo a la editorial argentina Columba. Luego de viajar por una cantidad enorme de países, eventualmente estableció sus «bases» principales en viviendas de las ciudades de Asunción, Barcelona, Copenhague y Buenos Aires.
Wood se casó con una danesa, Anne Mette, con la que tuvo cuatro hijos: Kevin, Dennis, Alexandra y Philip. Su segunda esposa, Graciela Stenico, es paraguaya y administra la empresa que se constituyó con la prolífica obra de Wood, viviendo ambos con el hijo que tuvieron en Encarnación, Paraguay. Alrededor de 2018 Wood se retiró de la escritura por motivos de salud de índole neurológica.
Robin Wood falleció el 17 de octubre de 2021 en la ciudad paraguaya de Encarnación, departamento de Itapúa, «víctima de una penosa enfermedad», según confirmó su esposa en una publicación en su cuenta de la red social Facebook.

## Obra
| Años            | Título                            | Dibujante                     | Publicación               |
| --------------- | --------------------------------- | ----------------------------- | ------------------------- |
| 1976            | Aquí, la legión                   | Lucho Olivera                 | D'artagnan 135            |
| 05/1967-        | Nippur de Lagash                  | Lucho Olivera                 | D'artagnan 151            |
| 1967-1978       | Dennis Martin                     | Lucho Olivera, Lito Fernández | D'artagnan 157-           |
| 1968            | Mi novia y yo                     | Carlos Vogt                   | Intervalo                 |
| 1968-           | Jackaroe                          | Gianni Dalfiume               | El Tony                   |
| 12/1975-8/1989  | Los Aventureros                   | Gómez Sierra (E. Villagrán)   | El Tony                   |
| 12/1975-        | Pepe Sánchez                      | Carlos Vogt                   | El Tony Super Color n.º 1 |
| 04/1977-07/1989 | Or-Grund                          | Ricardo J. Villagrán          | D'artagnan                |
| 1977-           | Kayan                             | Gómez Sierra                  | Fantasía                  |
| 1977            | Mark                              | Ricardo Villagrán             | Anuario El Tony n.º 13    |
| 28/12/1978      | Savarese                          | Domingo Mandrafina            | D'artagnan Anuario n.º 5  |
| 1979-1988       | Helena                            | García Seijas                 | Intervalo                 |
| 1981-           | Dago                              | Alberto Salinas               | Nippur Magnum             |
| 12/1981-2/1982  | Trilogía vikinga (2ª versión )    | Ricardo Villagrán             | Fantasía n.º 71-73        |
| 1-07/1983-      | Ibáñez                            | Enrique Breccia               | D'artagnan                |
| 08/1984-03/1987 | Holbeck                           | Alberto Macagno               | D'artagnan                |
|                 | Troels                            | Jorge Zaffino                 | El Tony                   |
| 1988-           | Kozakovich & Connors              | García Durán                  | El Tony                   |
| 04/-05/1988     | Las manos llenas de diamantes     | Lito Fernández                | Intervalo                 |
| 6/1990-11/1993  | Larsen & Finch                    | Carlos Casalla                | Fantasía                  |
| 2/1991-12/1995  | Port Douglas                      | Gerardo A. Canelo             | Fantasía                  |
| 2/1991-08/1993  | Danske                            | Enrique Villagrán             | El Tony                   |
| 12/1991-11/1996 | Anders                            | Alfredo Falugi                | Nippur Magnum             |
| 12/1991-02/1992 | Todos los trenes de Alemania      | Emiliano Parmiggiani          | Intervalo                 |
| 04-07/1992      | Se busca una secretaria           | Carlos Vogt                   | Intervalo                 |
| 09-12/1992      | Las aventuras de «Tiburón» Barker | Alfredo Falugi                | Intervalo                 |
| 01-04/1993      | Los salvajes niños de la memoria  | Percy Ochoa                   | Intervalo                 |
| 02/1993-11/1993 | Merlín                            | Enrique Alcatena              | Nippur Magnum             |
| 04/1993-        | Amanda                            | Alfredo Falugi                | Intervalo                 |
| 12/1994-08/1996 | Starlight                         | Juan Zanotto                  | Nippur Magnum             |
| 03/1995-04/1997 | El Peregrino                      | Walter Taborda                | Nippur Magnum             |
|                 | Harry White                       | Mangiarotti y otros           | Fantasía ??               |

## Valoración
Robin Wood es considerado como el mayor heredero guionista del maestro Héctor Germán Oesterheld, debido a su talento y creatividad, y a que siempre fue respetuoso con los géneros de la historieta/cómic, como Oesterheld.

## Reconocimientos
A lo largo de su extensa carrera, Robin Wood recibió diversos premios y reconocimientos por su obra. Estos son algunos de los más importantes:
- Por su obra, se hizo acreedor al premio de «Mejor Guionista del Mundo» en la Bienal de Córdoba.[cita requerida]
- Recibió el Premio Yellow Kid, llamado el «Óscar de la historieta», en 1997 en Roma como el máximo premio otorgado por el XX Salone Internazionale de Cómics del Film de Animazione e del Ilustrazione.[20]
- Premio Gran Creador en Falconara, Italia.
- Premio Pléyade, otorgado por la Asociación de Editores de Argentina.
- Premio de Honor en el Festival de la Historieta del Mercosur, celebrado en Asunción (Paraguay) en el año 2000.
- En Caazapá, el Departamento de Paraguay donde nació, la Gobernación y su población llevaron a cabo la creación del Parque Robin Wood en su honor.
- Premio Ricardo Barreiro, de la asociación Argh! de España.[21]